# Copa de Alemania de waterpolo masculino
La Copa de Alemania de waterpolo masculino es la segunda competición más importante de waterpolo masculino entre clubes alemanes.

## Historial
Estos son los ganadores de copa:
- 2013: ASC Duisburgo
- 2012: Spandau 04
- 2011: Spandau 04
- 2010: ASC Duisburgo
- 2009: Spandau 04
- 2008: Spandau 04
- 2007: Spandau 04
- 2006: Spandau 04
- 2005: Spandau 04
- 2004: Spandau 04
- 2003: Waspo Hannover-Linden
- 2002: Spandau 04
- 2001: Spandau 04
- 2000: Spandau 04
- 1999: Spandau 04
- 1998: Waspo Hannover-Linden
- 1997: Spandau 04
- 1996: Spandau 04
- 1995: Spandau 04
- 1994: Spandau 04
- 1993: SSF Delphin Wuppertal
- 1992: Spandau 04
- 1991: Spandau 04
- 1990: Spandau 04
- 1989: ASC Duisburgo
- 1988:
- 1987: Spandau 04
- 1986: Spandau 04
- 1985: Spandau 04
- 1984: Spandau 04
- 1983: Spandau 04
- 1982: Spandau 04
- 1981: Spandau 04
- 1980: Spandau 04
- 1979: Spandau 04
- 1978: SV Würzburg 05
- 1977: SC Rote Erde Hamm
- 1976: SC Rote Erde Hamm
- 1975: SC Rote Erde Hamm
- 1974: SC Rote Erde Hamm
- 1973: SV Cannstatt
- 1972: ASC Duisburgo

- Datos: Q584592